# Пенински Алпи (римска провинция)
Пенински Алпи (на латински: Alpes Poeninae, също познати като Alpes Graiae) е име на малка провинция на Римската империя, една от трите такива провинции в западните Алпи, между Италия и Нарбонска Галия. В нея се намира стратегическият проход Голям Сан Бернар, през който минава Отон през Годината на четиримата императори.
Пенинските Алпи се разпростират на територията на днешните региони Вале д'Аоста (Италия) и кантона Вализ в Швейцария. В античността районът е доминиран от местно племе на саласите. Територията им е анексирана от император Август през 15 г. пр.н.е., а според Тит Ливий районът получава названието Пенински по името на местно племенно божество. Главен град на провинцията е Августа Претория Саласорум (Аоста), а по-късно Валензиум Октодурум.
Непосредствено преди падането на Западната Римска империя регионът е населен с бургунди и лангобарди, които попадат под непълното върховенство на Одоакър. По-късно, през Тъмните векове районът е наричан Сабаудия.
- Долината Аоста
- Римският марщрут през прохода Голям Свети Бернар
- Oстанки от поселение на саласите
- Аоста – Триумфална арка за покоряването на провинцията
- Останки от римски амфитеатър в дн. Аоста
- Останки от гладиаторски театър в дн. Мартинѝ